# Comarca del Moncayo
La Comarca del Moncayo es una comarca de la provincia de Soria, comunidad autónoma de Castilla y León, España. Ocupa la parte noreste de la provincia y está presidida por la sierra del Moncayo, comprendiendo un total de catorce municipios. Limita con la sierra del Pegado y con la Rinconada, que la separan de Tierras Altas; con la sierra del Madero y el valle del río Rituerto, que la separan de la Comarca de Soria y del Campo de Gómara, este último; con la sierra de la Bigornia, que la separa puntualmente de la anterior comarca y de la Comunidad de Calatayud; con los altos del Gallugar, la sierra del Tablado y la del Moncayo, que la separan del Aranda (Aragón) y de Tarazona y el Moncayo (Aragón), esta última; y con un sector del río Alhama, de la sierra del Pegado y del río Añamaza, que la separan de la comarca del Alhama-Linares (La Rioja).

## Municipios
- Ágreda

- Beratón
- Borobia
- Castilruiz
- Cueva de Ágreda
- Dévanos
- Fuentestrún
- Matalebreras
- Noviercas
- Ólvega
- San Felices
- Trévago
- Valdelagua del Cerro
- Vozmediano

## Comunicaciones
Por la comarca discurren las carreteras  N-113 ,  N-122  y la autonómica  CL-101  y, a la altura de Ágreda,  parte de la autovía  A-15 .

## Demografía
| Municipio            | Población (2019) | Población (2020) | Crecimiento | Superficie | Pedanías                                                    |
| -------------------- | ---------------- | ---------------- | ----------- | ---------- | ----------------------------------------------------------- |
| Ágreda               | 3001             | 3026             | +           | 164,93     | Aldehuela de Ágreda, Fuentes de Ágreda y Valverde de Ágreda |
| Beratón              | 47               | 38               | +           | 41,15      |                                                             |
| Borobia              | 239              | 246              | +           | 62,57      |                                                             |
| Castilruiz           | 162              | 161              | -           | 38,81      | Añavieja                                                    |
| Cueva de Ágreda      | 73               | 71               | -           | 30,0       |                                                             |
| Dévanos              | 79               | 78               | -           | 16,36      |                                                             |
| Fuentestrún          | 43               | 44               | +           | 9,19       |                                                             |
| Matalebreras         | 66               | 67               | +           | 41,63      | Montenegro de Ágreda                                        |
| Noviercas            | 156              | 154              | -           | 91,56      |                                                             |
| Ólvega               | 3656             | 3675             | +           | 98,77      | Muro                                                        |
| San Felices          | 51               | 53               | +           | 21,1       |                                                             |
| Trévago              | 43               | 45               | +           | 20,51      |                                                             |
| Valdelagua del Cerro | 18               | 14               | -           | 4,85       |                                                             |
| Vozmediano           | 38               | 38               |             | 16,61      |                                                             |
|                      | 7691             | 7710             |             | 658,04     |                                                             |

## Vegetación y fauna
Esta comarca tiene una importante riqueza florística, con  sabina albar, sabina negral, enebro común, quejigo, encina, rebollo, haya, acebo, pino albar, roble albar y roble común (aunque este último es escaso, al encontrarse en las inmediaciones del piso oromediterráneo de la Sierra del Moncayo). En su fauna está presente el águila perdicera, el halcón peregrino, el alimoche y el águila real, además de las especies cinegéticas habituales.
Comprende los siguientes Lugares de Importancia Comunitaria (LIC) y Zonas de Especial Protección para las Aves (ZEPA), total o parcialmente: Cigudosa-San Felices (LIC, parcialmente), Quejigares y encinares de Sierra del Madero (LIC, parcialmente), Sierra del Moncayo (LIC y ZEPA, totalmente) y Sabinares de Ciria-Borobia (LIC, parcialmente).

## Patrimonio
Entre el patrimonio que podemos encontrar, destacan los Bienes de Interés Cultural, que son: la puerta árabe de Ágreda, el conjunto histórico de la villa, la torre de la Muela, la del Rollo, el palacio municipal; el castillo de Añavieja (Castilruiz); el de Dévanos; el de Muro de Ágreda (Ólvega), el yacimiento de Augustóbriga; el castillo de Vozmediano; la torre de Campicerrado (Ólvega); la de Matalebreras; la de la iglesia de Nuestra Señora de la Blanca, de Montenegro de Ágreda (Matalebreras); la de Noviercas; y la de Trévago.